# Premis Cóndor de Plata 2011
La 59a edició dels Premis Cóndor de Plata 2011, concedits per l'Asociación de Cronistas Cinematográficos de la Argentina, va tenir lloc el 4 de juliol de l'any 2011 al Teatro Avenida, de Buenos Aires, on es va reconèixer a les millors pel·lícules argentines estrenades durant l'any 2010.
Les nominacions van ser anunciades en la 7a trobada Pantalla Pinamar. La cerimònia va ser televisada pel canal CN23 amb la conducció de Pablo Marcovsky i Gabriela Rádice.

## Resum de premis i candidatures
| Pel·lícula            | Candidatures | Premis |
| --------------------- | ------------ | ------ |
| Carancho              | 9            | 4      |
| El mural              | 9            | 4      |
| El hombre de al lado  | 8            | 3      |
| La mirada invisible   | 10           | 2      |
| La mosca en la ceniza | 3            | 2      |
| Rompecabezas          | 6            | 1      |
| Sin retorno           | 6            | 1      |
| Gigante               | 2            | 1      |
| Paco                  | 2            | 1      |
| Miss Tacuarembó       | 6            | -      |
| Dos hermanos          | 5            | -      |
| La Tigra, Chaco       | 4            | -      |
| Por tu culpa          | 4            | -      |
| Cabeza de pescado     | 2            | -      |
| Ocio                  | 2            | -      |

## Premis i nominacions

### Cóndor de Plata a la Millor pel·lícula
Presentat per Liliana Mazure.
| Pel·lícula           | Resultat   |
| -------------------- | ---------- |
| La mirada invisible  | Candidata  |
| El hombre de al lado | Candidata  |
| Por tu culpa         | Candidata  |
| Carancho             | Guanyadora |
| El mural             | Candidata  |

### Cóndor de Plata a la Millor pel·lícula Iberoamericana
| Pel·lícula                   | Director            | Resultat   | País     |
| ---------------------------- | ------------------- | ---------- | -------- |
| Luz silenciosa               | Carlos Reygadas     | Candidata  | Mèxic    |
| Santiago                     | João Moreira Salles | Candidata  | Brasil   |
| Cinco días sin Nora          | Mariana Chenillo    | Candidata  | Mèxic    |
| Gigante                      | Adrián Biniez       | Guanyadora | Uruguai  |
| Aquele Querido Mês de Agosto | Miguel Gomes        | Candidata  | Portugal |

### Cóndor de Plata a la Millor pel·lícula en llengua estrangera
| Pel·lícula         | Director         | Resultat   | País       |
| ------------------ | ---------------- | ---------- | ---------- |
| L'escriptor        | Roman Polanski   | Candidata  | Regne Unit |
| Hadewijch          | Bruno Dumont     | Candidata  | França     |
| Das weiße Band     | Michael Haneke   | Candidata  | Àustria    |
| Les plages d'Agnès | Agnès Varda      | Guanyadora | França     |
| Vincere            | Marco Bellocchio | Candidata  | Itàlia     |

### Cóndor de Plata al Millor Director
| Realizador                   | Pel·lícula           | Resultat  |
| ---------------------------- | -------------------- | --------- |
| Pablo Trapero                | Carancho             | Guanyador |
| Diego Lerman                 | La mirada invisible  | Candidat  |
| Mariano Cohn i Gastón Duprat | El hombre de al lado | Candidat  |
| Anahí Berneri                | Por tu culpa         | Candidata |
| Natalia Smirnoff             | Rompecabezas         | Candidata |

### Cóndor de Plata al Millor Actor
| Actor           | Pel·lícula           | Resultat  |
| --------------- | -------------------- | --------- |
| Osmar Núñez     | La mirada invisible  | Candidat  |
| Ricardo Darín   | Carancho             | Candidat  |
| Daniel Aráoz    | El hombre de al lado | Guanyador |
| Luis Machín     | El mural             | Candidat  |
| Antonio Gasalla | Dos hermanos         | Candidat  |

### Cóndor de Plata a la Millor Actriu
| Actriu             | Pel·lícula          | Resultat   |
| ------------------ | ------------------- | ---------- |
| Erica Rivas        | Por tu culpa        | Candidata  |
| María Onetto       | Rompecabezas        | Candidata  |
| Graciela Borges    | Dos hermanos        | Candidata  |
| Julieta Zylberberg | La mirada invisible | Guanyadora |
| Martina Gusman     | Carancho            | Candidata  |

### Cóndor de Plata al Millor Actor de repartiment
| Actor           | Pel·lícula                                    | Resultat  |
| --------------- | --------------------------------------------- | --------- |
| Omar Fanucci    | El piano mudo - Sobre el éxodo y la esperanza | Candidat  |
| Arturo Goetz    | Rompecabezas                                  | Candidat  |
| Willy Lemos     | Paco                                          | Guanyador |
| Luciano Cáceres | La mosca en la ceniza                         | Guanyador |
| Federico Luppi  | Sin retorno                                   | Candidat  |

### Cóndor de Plata a la Millor Actriu de repartiment
| Actriu        | Pel·lícula      | Resultat   |
| ------------- | --------------- | ---------- |
| Elena Lucena  | Dos hermanos    | Candidata  |
| Ana Allende   | La Tigra, Chaco | Candidata  |
| Henny Trayles | Rompecabezas    | Candidata  |
| Ana Celentano | El mural        | Guanyadora |

### Cóndor de Plata a la revelació masculina
| Actor             | Pel·lícula      | Resultat  |
| ----------------- | --------------- | --------- |
| Tomás Fonzi       | Paco            | Candidat  |
| Diego Reinhold    | Miss Tacuarembó | Candidat  |
| Antonio Cafiero   | Pájaros volando | Candidat  |
| Ezequiel Tronconi | La Tigra, Chaco | Candidat  |
| Martín Slipak     | Sin retorno     | Guanyador |

### Cóndor de Plata a la revelació femenina
| Actriu              | Pel·lícula                    | Resultat   |
| ------------------- | ----------------------------- | ---------- |
| Guadalupe Docampo   | La Tigra, Chaco               | Candidata  |
| Isabelita Sarli     | Mis días con Gloria           | Candidata  |
| Emilia Attias       | Matar a Videla                | Candidata  |
| María Laura Caccamo | La mosca en la ceniza         | Guanyadora |
| Eugenia Tobal       | Ni Dios, ni patrón, ni marido | Candidata  |

### Cóndor de Plata al Millor guió Original
| Guionista                                                    | Pel·lícula            | Resultat  |
| ------------------------------------------------------------ | --------------------- | --------- |
| Anahí Berneri Sergio Wolf                                    | Por tu culpa          | Candidats |
| Alejandro Fadel Pablo Trapero Santiago Mitre Martín Mauregui | Carancho              | Candidats |
| Natalia Smirnoff                                             | Rompecabezas          | Candidata |
| Andrés Duprat                                                | El hombre de al lado  | Guanyador |
| Gabriela David                                               | La mosca en la ceniza | Candidata |

### Cóndor de Plata al Millor guió adaptat
| Guionista                                  | Pel·lícula          | Resultat    |
| ------------------------------------------ | ------------------- | ----------- |
| Diego Lerman María Meira                   | La mirada invisible | Guanyadores |
| Daniel Burman Diego Dubcovsky              | Dos hermanos        | Candidats   |
| Alejandro Lingenti                         | Ocio                | Candidat    |
| Martín Sastre                              | Miss Tacuarembó     | Candidat    |
| Jorge Maestro Horacio Grinberg Axel Nacher | Cuentos de la selva | Candidats   |

### Cóndor de Plata al Millor Muntatge
| Editor                            | Pel·lícula           | Resultat    |
| --------------------------------- | -------------------- | ----------- |
| Fernando Pardo                    | Sin retorno          | Candidat    |
| Marcela Sáenz                     | El mural             | Candidata   |
| Pablo Trapero Ezequiel Borovinsky | Carancho             | Guanyadores |
| Jerónimo Carranza                 | El hombre de al lado | Candidat    |
| Alberto Ponce                     | La mirada invisible  | Candidat    |

### Cóndor de Plata a la Millor Fotografia
| Fotògraf              | Pel·lícula          | Resultat  |
| --------------------- | ------------------- | --------- |
| Julián Apezteguia     | Carancho            | Candidat  |
| Carlos Zaparelli      | Cabeza de pescado   | Candidat  |
| Félix Monti           | El mural            | Guanyador |
| Arauco Hernández Holz | Gigante             | Candidat  |
| Álvaro Gutiérrez      | La mirada invisible | Candidat  |

### Cóndor de Plata a la Millor Direcció Artística
| Direcció artística | Pel·lícula           | Resultat  |
| ------------------ | -------------------- | --------- |
| Yamila Fontan      | La mirada invisible  | Candidata |
| Mercedes Alfonsín  | Carancho             | Candidata |
| Emilio Basaldua    | El mural             | Guanyador |
| Gonzalo Delgado    | Miss Tacuarembó      | Candidat  |
| Lorena Llaneza     | El hombre de al lado | Candidata |

### Cóndor de Plata al Millor Vestuari
| Dissenyador/a                 | Pel·lícula          | Resultat   |
| ----------------------------- | ------------------- | ---------- |
| Roberta Pesci                 | Dos hermanos        | Candidata  |
| Graciela Galán                | El mural            | Guanyadora |
| Magda Banach Marcela Vilariño | Zenitram            | Candidatas |
| Sandra Fink                   | La mirada invisible | Candidata  |

### Cóndor de Plata a la Millor Música
| Compositor                          | Pel·lícula           | Resultat  |
| ----------------------------------- | -------------------- | --------- |
| Lucio Godoy                         | Sin retorno          | Candidat  |
| Sergio Pangaro                      | El hombre de al lado | Guanyador |
| José Villalobos                     | La mirada invisible  | Candidat  |
| Eduardo Gamboa                      | El mural             | Candidat  |
| Alejandro Sergi Ignacio Pérez Marín | Miss Tacuarembó      | Candidats |

### Cóndor de Plata al Millor So
| Candidats          | Pel·lícula           | Resultat  |
| ------------------ | -------------------- | --------- |
| Ricardo Pitterbarg | El hombre de al lado | Candidat  |
| Eduardo Esquide    | Sin retorno          | Candidat  |
| Federico Esquerro  | Carancho             | Guanyador |
| Jorge Stavropulos  | El mural             | Candidat  |
| Diego Cardone      | Miss Tacuarembó      | Candidat  |

### Cóndor de Plata al Millor Documental
| Documental                          | Realizador                      | Resultat  |
| ----------------------------------- | ------------------------------- | --------- |
| Che, un hombre nuevo                | Tristán Bauer                   | Candidat  |
| Pecados de mi padre                 | Nicolas Entel                   | Candidat  |
| Huellas y memoria de Jorge Preloran | Fermin Álvarez Rivera           | Candidat  |
| El rati horror show                 | Enrique Piñeyro Pablo Tesoriere | Candidats |
| Ernesto Sabato, mi padre            | Mario Sabato                    | Guanyador |

### Cóndor de Plata a la Millor Innovació Artística
| Pel·lícula                            | Realizador                       | Resultat  |
| ------------------------------------- | -------------------------------- | --------- |
| Cabeza de pescado                     | July Massaccesi                  | Candidata |
| Copacabana                            | Martín Rejtman                   | Candidat  |
| Excursiones                           | Ezequiel Acuña                   | Candidat  |
| Ocio                                  | Alejandro Lingenti Juan Villegas | Candidats |
| Apuntes para una biografía imaginaria | Edgardo Cozarinsky               | Guanyador |

### Cóndor de Plata a la Millor Ópera Prima
| Opera prima          | Realizador                    | Resultat   |
| -------------------- | ----------------------------- | ---------- |
| La Tigra, Chaco      | Federico Godfrid Juan Sasiaín | Candidats  |
| Rompecabezas         | Natalia Smirnoff              | Guanyadora |
| La hora de la siesta | Sofía Mora                    | Candidata  |
| Sin retorno          | Miguel Cohan                  | Candidat   |
| Miss Tacuarembó      | Martín Sastre                 | Candidat   |

## Cóndor de Plata a la trajectòria
- José Sacristán (actor)
- Manuel Antín (director)
- Nélida Romero (actriz)
- Enriqueta Muñiz (periodista)

## In Memoriam
- Ernesto Sabato
- David Viñas
- Francisco Solano López
- Carlos Trillo
- Eduardo Santellán
- Luis Benedit
- Marzenka Nowak
- Antonio Tauriello
- Daniela Castelo
- Ninawa Daher
- Héctor Caldiero
- José Salomón
- Jorge Bullrich
- María Elena Walsh
- Facundo Cabral
- Argentino Luna
- Chango Farías Gómez
- Patricia Miccio
- Mario Clavell
- Liliana Serantes
- Rolo Puente
- Alberto Anchart
- Leo Mattioli
- Hugo Giménez Agüero
- Carlos Cristal
- Osvaldo Guidi
- Walter Vidarte
- Adrián Yospe
- Ante Garmaz
- Hugo Midón
- Dora Ferreiro
- Angélica López Gamio
- Myriam de Urquijo
- Alberto de Mendoza
- Osvaldo Miranda
- Pipo Mancera
- Tía Valentina